# Славянское (Ленинградская область)
Славянское (до 1948 Хентола, фин. Hentola) — упразднённый посёлок на территории Каменногорского городского поселения Выборгского района Ленинградской области.

## Название
Зимой 1948 года, согласно решению исполкома Яскинского райсовета, деревне Хентола было присвоено наименование Славянка.  
Переименование в форме среднего рода было закреплено указом Президиума ВС РСФСР от 13 января 1949 года.

## История
- Деревня Хентола на финской карте 1923 года

До 1939 года деревня Хентола входила в состав волости Антреа Выборгской губернии (Финляндия).
С 1 января 1940 года — в составе Карело-Финской ССР.
С 1 июля 1941 года по 31 мая 1944 года финская оккупация.
С 1 ноября 1944 года — в составе Антреаского сельсовета Яскинского района.
С 1 января 1949 года учитывается административными данными как деревня Славянское Красносокольского сельсовета Лесогорского района. В ходе укрупнения хозяйства к деревне было присоединено соседнее селение Ряйккеля.
С 1 декабря 1960 года — в составе Выборгского района. 
Согласно административным данным 1966, 1973 и 1990 годов посёлок Славянское также входил в состав Красносокольского сельсовета.
В 1997 году в посёлке Славянское Красносокольской волости проживал 1 человек, в 2002 году — постоянного населения не было.
28 декабря 2004 года посёлок Славянское был упразднён в связи с отсутствием жителей.
В настоящее время территория упразднённого посёлка Славянское является частью посёлка Красный Сокол.

## География
Посёлок располагался в северной части района к югу от автодороги 41К-414 (Остров — Лазурное).
Находился на левом берегу реки Славянка близ места её впадения в реку Вуокса.
Расстояние до ближайшей железнодорожной станции Каменногорск I — 15 км. 

## Инфраструктура
Месторождение габброидов на щебень «Славянское».